# 2-Ethylhexyldiphenylphosphat
2-Ethylhexyldiphenylphosphat ist eine chemische Verbindung aus der Gruppe der Phosphorsäureester.

## Gewinnung und Darstellung
2-Ethylhexyldiphenylphosphat kann durch zweistufige Umsetzung von Phosphoroxytrichlorid zunächst mit 2-Ethylhexanol und anschließend Natriumphenolat gewonnen werden.

## Eigenschaften
2-Ethylhexyldiphenylphosphat ist eine brennbare, schwer entzündbare, farblose Flüssigkeit mit süßlichem Geruch, die praktisch unlöslich in Wasser ist. Sie zersetzt sich bei Erhitzung über 240 °C.

## Verwendung
2-Ethylhexyldiphenylphosphat wird als Weichmacher, insbesondere zur Verbesserung der Kältebeständigkeit von PVC, als Flammschutzmittel für PVC und als Hydraulikflüssigkeit in der Flugindustrie verwendet.